# Oneirodes basili
Oneirodes basili es una especie de pez del género Oneirodes, familia Oneirodidae, orden Lophiiformes. Fue descrita científicamente por Pietsch en 1974.
Especie inofensiva para el ser humano. Puede alcanzar los 1400 metros de profundidad.

## Descripción
Su longitud estándar es de 15,9 centímetros.

## Distribución
Se distribuye por México.